# Поколение (физика)
В физике элементарных частиц поколение — часть классификации элементарных частиц, относящаяся к фундаментальным фермионам (кваркам и лептонам). Частицы разных поколений отличаются только массой и ароматом; все фундаментальные взаимодействия и квантовые числа идентичны. Согласно Стандартной модели, существует всего три поколения.
В каждом поколении два лептона и два кварка. Два лептона — это один лептон с электрическим зарядом −1 (подобный электрону) и один нейтральный (нейтрино); из двух кварков один имеет заряд −1/3 (типа d-кварка), а второй +2/3 (типа u-кварка).
Первое поколение включает в себя: электрон, электронное нейтрино, d-кварк и u-кварк.
Второе поколение включает в себя: мюон, мюонное нейтрино, s-кварк и c-кварк.
Третье поколение включает в себя: тау-лептон, тау-нейтрино, b-кварк и t-кварк.
Каждый член следующего поколения имеет массу большую, чем соответствующая частица предыдущего (для нейтрино это остаётся лишь предположением, обратная иерархия масс не исключена экспериментально). Например, заряженный лептон первого поколения (электрон) имеет массу всего 0,511 МэВ/c2, мюон (второе поколение) имеет массу 106 МэВ/c2, а тау-лептон (третье поколение) имеет массу 1777 МэВ/c2 (почти в два раза тяжелее протона).
Все обычные атомы содержат частицы первого поколения. Электроны окружают атомное ядро, состоящее из протонов и нейтронов, которые содержат u- и d-кварки. Второе и третье поколения заряженных частиц не присутствуют в обычной материи и наблюдаются только в условиях очень высоких энергий. Нейтрино всех поколений пронизывают Вселенную, но редко взаимодействуют с обычной материей.

## Возможное существование четвёртого поколения
Возможность существования четвёртого (пятого и т. д.) поколений в некоторой степени исключена экспериментом. Например, если бы существовали новые поколения (относительно лёгких) фермионов, связанных с Z-бозоном, последний имел бы бо́льшую ширину распада, чем измеренная на опыте (она совпадает с теоретически предсказанной для случая трёх поколений). Таким образом, следующие поколения элементарных фермионов возможны только в случае, если их члены имеют массу больше половины массы Z-бозона и/или не взаимодействуют с ним. Кроме того, три поколения лёгких нейтрино согласуются с наблюдаемой космологической распространённостью гелия.